# Pietro II Candiano
Pietro II Candiano (872 – 939) fu, secondo la tradizione, il 19º doge della Repubblica di Venezia.

## L'elezione
Figlio di Pietro I Candiano, il doge morto nell'887 combattendo i Narentani, succedette a Orso II Partecipazio che si era ritirato nel monastero dei Santi Felice e Fortunato di Ammiana (931 circa). È probabile che le dimissioni del Partecipazio non fossero esattamente volontarie, dal momento che la politica del suo successore, avendo come obiettivo l'egemonia veneziana sull'alto Adriatico, fu diametralmente opposta alla sua. Anche il cronista Giovanni da Venezia lascia intendere che il Candiano assunse il potere tra diffidenze e timori mai completamente sedati nel corso del suo governo.

## La questione istriana e la presa di Comacchio
Il nuovo doge si impegnò subito sulla questione dell'Istria, una regione di importanza strategica (come tappa intermedia per la navigazione verso l'Oriente) nonché economica. Da tempo, infatti, Venezia rappresentava il polo commerciale nel quale confluivano tutte le merci istriane (ma anche quelle germaniche e slave che transitavano per la penisola) per essere successivamente distribuite in tutto il Mediterraneo. L'attività mercantile era favorita dai rinnovamenti del Pactum Lotharii con il quale i re d'Italia confermavano diritti e privilegi ai Veneziani; viceversa, questo avveniva a scapito di altre potenze suscitandone il malcontento.
In questo clima di tensione si inquadra l'iniziativa del marchese del Friuli Wintero che, forse già alla fine del dogado del Partecipazio, operò una vera e propria persecuzione ai danni dei Veneziani operanti in Istria (la regione ricadeva sotto la sua giurisdizione). Furono inasprite le tasse e sequestrati i crediti, depredate le navi, usurpati i beni pubblici (specie attorno a Pola).
La risposta del Candiano fu decisa ed energica. Sbarcato lui stesso a Capodistria, probabilmente il maggiore emporio commerciale della zona, costrinse gli abitanti a sottoscrivere una promissio (datata 14 gennaio 932, è il primo documento a citarlo) con cui si impegnavano a difendere i Veneziani da qualsiasi sopruso, a giudicare con equità le cause pendenti nei loro confronti e a donare annualmente al doge cento anfore di vino; il tutto come segno di gratitudine nei confronti di chi aveva assicurato loro protezione e privilegi commerciali. Al contempo, il doge imponeva l'embargo sulla regione.
Senza gli scambi con Venezia la sopravvivenza dell'Istria era a serio rischio, sicché Wintero fu costretto a scendere a patti chiedendo la mediazione del patriarca di Grado Marino. Il 12 marzo 933, infine, Wintero giungeva a Rialto con i vescovi istriani (ma è specificato solo Giovanni di Pola) e i rappresentanti delle città della regione (Pola, Capodistria, Trieste, Muggia, Pirano, Cittanova, Caorle), impegnandosi, con un'altra promissio, al ritorno alla normalità "secundum sententiam pacti".
Il doge si impegnò anche dall'altra parte dell'Adriatico. Sfruttando come casus belli la cattura di alcuni Veneziani, nel 932 attaccò Comacchio, distruggendola e deportandone in Laguna gli abitanti superstiti, al fine di ottenerne la sottomissione.

## I rapporti con Bisanzio
Per quanto riguardano i rapporti con l'Impero Romano d'Oriente, il Candiano inviò il figlio Pietro III a Costantinopoli per rinsaldare i legami con quella che, seppur nominalmente, restava la madrepatria. Non è chiaro se in questa occasione Pietro III abbia ricevuto dall'imperatore Romano I Lecapeno la dignità di protospatario, tanto che alcuni studiosi ritengono che fu invece Pietro II ad ottenere il titolo. Se quest'ultima ipotesi fosse corretta, la missione a Bisanzio sarebbe uno dei primi eventi del dogado del Candiano, perché nella promissio dei Capodistriani è già citato come "protospatarius et gloriosus Veneticorum dux".

## La politica interna e la morte
La sua attività politica interna al Ducato è, invece, poco nota. Forse per la presenza di personalità legate ai dogi predecessori, come il patriarca di Grado Marino e il vescovo di Olivolo Pietro, preferì non favorire eccessivamente i familiari nell'assegnazione delle cariche. Effettivamente aveva inviato il figlio in missione a Bisanzio, tuttavia quest'ultimo non fu mai associato al padre come co-reggente, pratica abituale nel passato ma non usata dai recenti predecessori Pietro Tribuno e Orso Partecipazio; quindi, come scrisse Giovanni diacono, governò Venezia sul modello predecessoris sui.
Morì verso il 939 e, fatto molto significativo, gli succedette Pietro Partecipazio, figlio di quell'Orso che il Candiano avrebbe costretto ad abdicare: un'ulteriore conferma che il suo governo, per quanto costellato di successi, non godette mai di un consenso generale.